# Коклюшка
Коклю́шка — деревянная, как правило, катушка с ручкой, на которую наматываются нитки для плетения коклюшечного кружева.

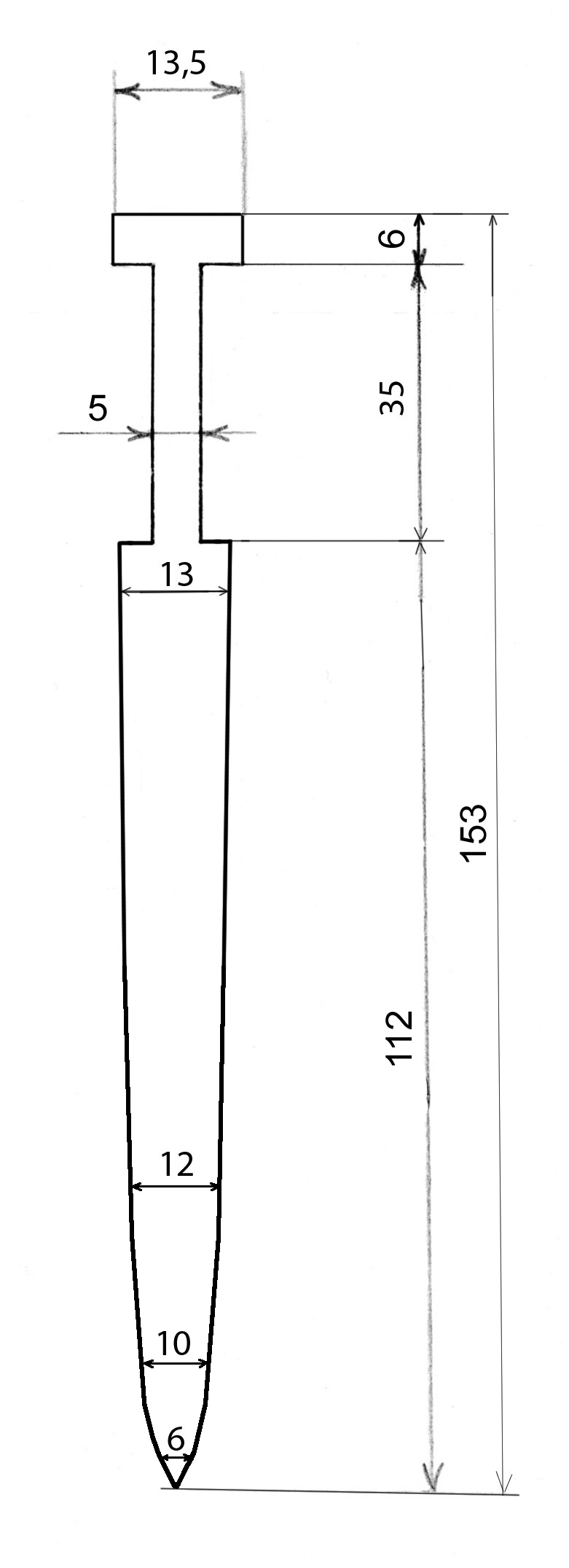
Чертёж коклюшки (вариант)

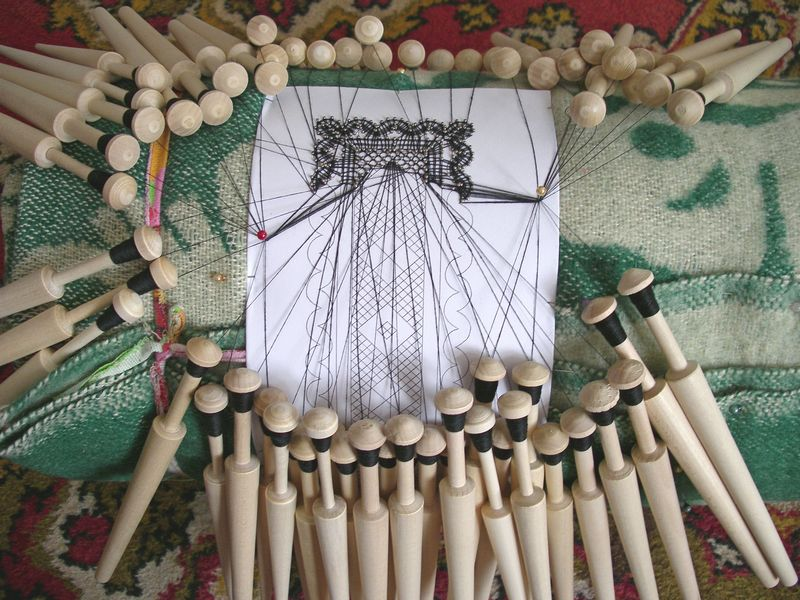
Коклюшки

Верхняя утолщённая часть коклюшки называется головкой коклюшки, затем идёт шейка-катушка, далее ручка.
Плетение на коклюшках также называют «подушечным кружевом».

## Конфигурация
Коклюшки могут быть изготовлены из дерева, пластмасс, слоновой кости. Деревянные коклюшки чаще всего делаются из берёзы, также из клёна и яблони — гладкие, твёрдые, прочные и устойчивые к образованию заусенцев. Могут также использоваться дуб, бук, ясень, рябина и древесина некоторых других пород, обладающая достаточной плотностью, твёрдостью и с хорошей обрабатываемостью на токарных станках. Допустимо изготавливать коклюшки и из некоторых мягких пород дерева, например ели, липы, ольхи, черёмухи, можжевельника (вереса).
Размер, форма и вес коклюшек зависят от техники плетения, используемых нитей, а также индивидуальных предпочтений кружевницы.
Популярные размеры коклюшек:
- общая длина — 140—170 мм
- длина шейки — 35-40 мм
- диаметр шейки — 5-6 мм
- диаметр ручки — 11-13 мм
- диаметр головки — 12-14 мм

## Инструменты для плетения

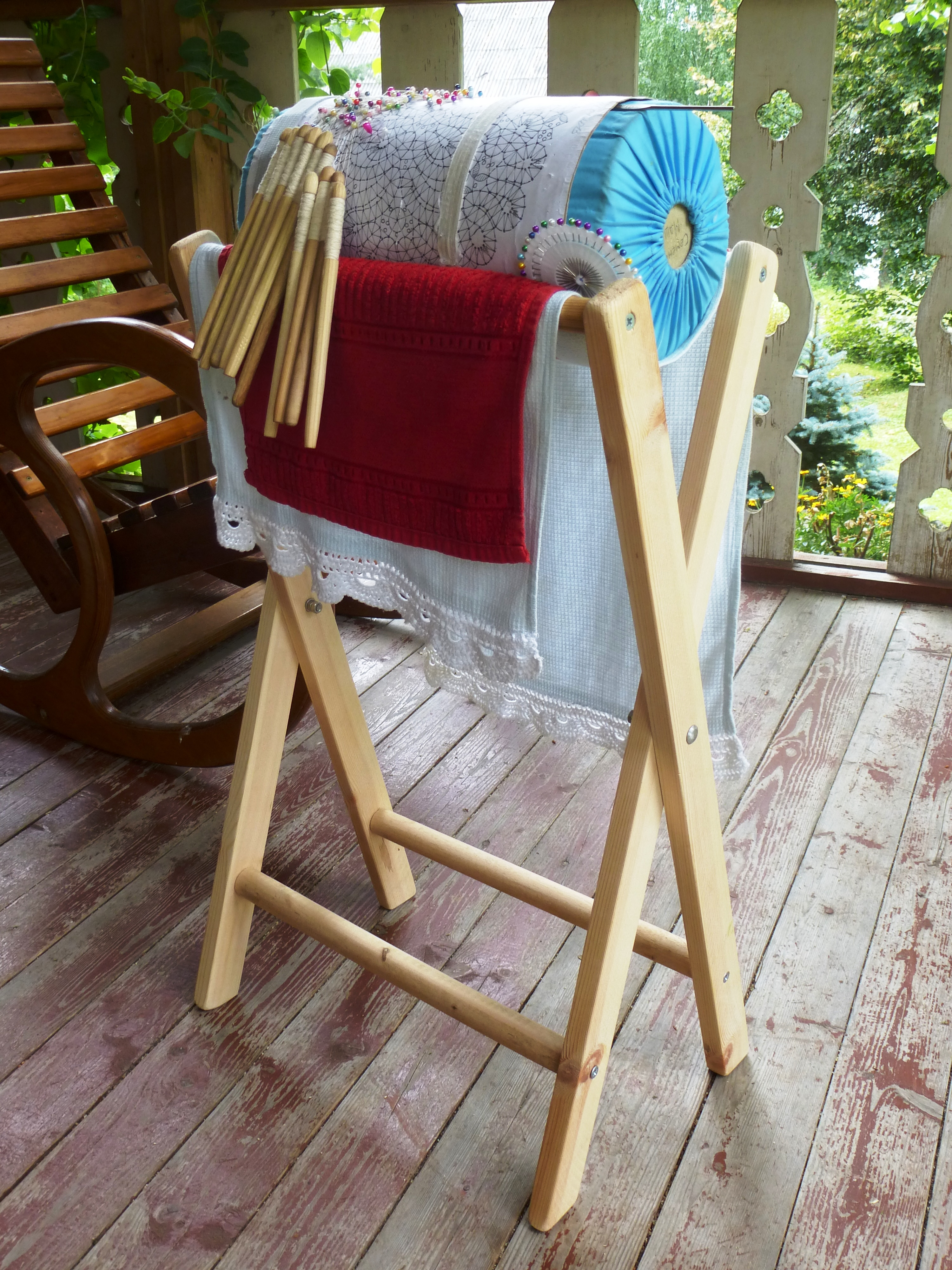
Подставка для кружевоплетения

Подставка (станок), подушка (валик), рисунок кружевного узора (сколок), коклюшки и булавки.
Материалом для работы являются хлопчатобумажные, шёлковые, льняные, шерстяные и капроновые нитки.

## Коклюшки в русском фольклоре
- Языком плетёт, что коклюшками.
- Кутуз[2] да коклюшки — балахонские игрушки!
- Коклюшки — шутки, балясы, сплетни.
- Перебирать коклюшки — болтать вздор.
- Подпустить коклюшку — придумать хитрость, обман.
- Коклюшки плесть — говорить намёками, обиняками [3].